# 龍湖站 (朝鮮)
龍湖站（韓語：룡호역）是朝鮮民主主義人民共和國南浦特别市龍岡郡龍湖里的一個鐵路車站，属于龍岡線。

## 邻近车站
龍岡線
龙冈站 - 龍湖站 - 後山站